# Kos (Raión de Bolhrad)
Kos  (ucraniano: Коса) es una localidad del Raión de Bolhrad en el Óblast de Odesa de Ucrania. Según el censo de 2001, tiene una población de 242 habitantes.